# Championnat d'Asie masculin de basket-ball 1983
Navigation
Inde 1981 Malaisie 1985
Le championnat d'Asie de basket-ball 1983 est la douzième édition du championnat d'Asie des nations. Elle s'est déroulée du 20 au 29 novembre 1983 à Hong Kong.

## Classement final
| Position | Équipe       | Bilan |
| -------- | ------------ | ----- |
| 1        | Chine        | 7v-0d |
| 2        | Japon        | 5v-2d |
| 3        | Corée du Sud | 5v-2d |
| 4        | Koweït       | 2v-4d |
| 5        | Iran         | 5v-1d |
| 6        | Inde         | 2v-3d |
| 7        | Hong Kong    | 2v-4d |
| 8        | Jordanie     | 4v-2d |
| 9        | Philippines  | 3v-2d |
| 10       | Thaïlande    | 3v-3d |
| 11       | Malaisie     | 2v-4d |
| 12       | Indonésie    | 1v-5d |
| 13       | Pakistan     | 2v-3d |
| 14       | Singapour    | 1v-4d |
| 15       | Macao        | 0v-5d |